# 핼리팩스 (웨스트요크셔주)

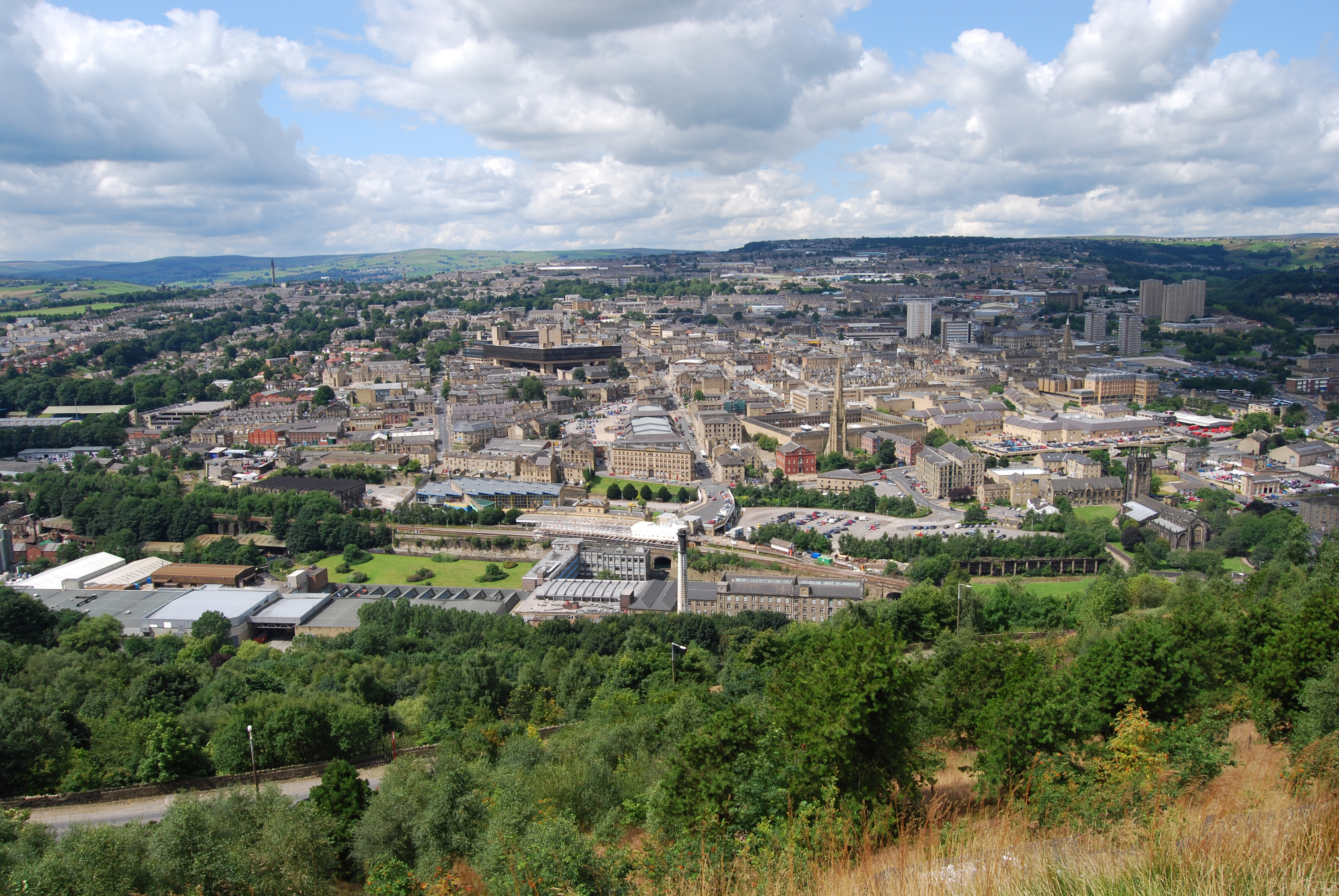

핼리팩스(Halifax)는 영국 잉글랜드 웨스트요크셔주의 도시이다.